# Acción Democrática
Die Acción Democrática (Kürzel: AD; deutsch Demokratische Aktion) ist eine sozialdemokratisch ausgerichtete Partei in Venezuela. Sie war bis in die 1990er-Jahre die größte Partei des Landes und stellte achtmal den Präsidenten. Seither verlor sie an Bedeutung und ist in der Opposition.
Der Gründer der Partei war Rómulo Betancourt.

## Geschichte
Die AD wurde 1941 kurz nach der Kommunistischen Partei gegründet, war aber ab den 1940er Jahren die erste und einzige Volkspartei Venezuelas. Anders als frühere Parteien, die eher elitäre Wahlvereine waren, verfügte sie über eine Massenbasis. Während der demokratischen Phase des so genannten trienios von 1945 bis 1948 dominierte die Partei alle Wahlen. Die Präsidentschaftswahl 1947 gewann ihr Kandidat Rómulo Gallegos mit 74 %. Die Partei vertrat einen demokratischen und antiimperialistischen Nationalismus und Populismus, vergleichbar der APRA in Peru und dem Movimiento Nacionalista Revolucionario (MNR) in Bolivien. Wie diese bemühte sie sich um eine Einigung von Arbeitern, Mittelklasse, Bauern und national-orientierten Unternehmern. Damit richtete sie sich einerseits gegen die traditionelle Landbesitzer-Elite und den Einfluss ausländischen Kapitals, andererseits gegen kommunistischen Klassenkampf.
Während der Diktatur von Marco Pérez Jiménez von 1948 bis 1958 war die AD als stärkste Oppositionspartei verboten und viele Mitglieder kämpften im Untergrund gegen den Diktator. Nach dessen Sturz 1958 schloss die AD-Spitze mit den beiden anderen pro-demokratischen Parteien, der progressiv-liberalen Unión Republicana Democrática (URD) und der christdemokratischen COPEI das Punto-Fijo-Abkommen. Damit wollten sie eine Machtkonzentration wie im trienio vermeiden, eine stabile Demokratie und Wirtschaftsentwicklung garantieren und die Kommunisten von der Macht fernhalten. Während der Einfluss der URD schnell zurückging, wurden AD und COPEI für die folgenden Jahrzehnte die dominanten Parteien des Landes und Träger eines faktischen Zweiparteiensystems. Der Anführer der AD, Rómulo Betancourt, gewann die erste Präsidentschaftswahl nach dem Ende der Diktatur. In den folgenden dreißig Jahren gewannen die Kandidaten der AD fünf von sieben Präsidentschaftswahlen.
1960 spaltet sich der junge linke Flügel ab und gründet das kurzlebige Movimiento de Izquierda Revolucionaria (MIR; deutsch „Linke revolutionäre Bewegung“), die bald zusammen mit den Kommunisten im Untergrund agierten. Anlässlich der Wahlen 1963 erlitt die Partei eine erneute Spaltung: Während die Anhänger Betancourts als AD-Gobierno antraten, kandidierten seine innerparteilichen Gegner als AD-Oposición. Der Regierungsflügel gewann die Wahl deutlich, während die Abweichler scheiterten. Der offizielle AD-Kandidat Raúl Leoni wurde neuer Präsident. Kurz vor den Präsidentschaftswahlen spaltete sich 1967 der damalige AD-Präsident Prieto Figueroa ab und gründet mit dem linken Flügel das Movimiento Electoral del Pueblo (MEP). 1968 erreicht die AD 26 % und die MEP 13 % der Stimmen. So konnte Rafael Caldera vom christdemokratischen COPEI Präsident werden. Die AD wurde 1966 Beobachter, 1981 assoziiertes und bald darauf Vollmitglied in der Sozialistischen Internationale.
Im Laufe der 1990er-Jahre verloren die beiden etablierten Parteien AD und COPEI ihren Einfluss. 1989 gewann die AD mit Carlos Andrés Pérez das letzte Mal die Präsidentschaftswahlen in Venezuela. Manuel Rosales, ein ehemaliger Politiker der AD und Gründer der Mitte-links-Partei Un Nuevo Tiempo (UNT), war 2006 gemeinsamer Kandidat der Oppositionsparteien, unterlag jedoch Präsident Hugo Chávez deutlich. Seit 2008 ist die AD Teil des Oppositionsbündnisses Mesa de la Unidad Democrática (MUD) gegen die Regierungen von Chávez bzw. Nicolás Maduro. In der Legislaturperiode von 2010 bis 2015 war sie mit 19 Sitzen stärkste Oppositionsfraktion in der Nationalversammlung, allerdings weit abgeschlagen hinter der regierenden Partido Socialista Unido de Venezuela (PSUV). Sie unterstützte die Kandidaturen von Henrique Capriles Radonski bei den Präsidentschaftswahlen 2012 und 2013.
In der Parlamentswahl 2015, die mit einem Erdrutschsieg der MUD endete, erhielt die AD 25 Sitze in der Nationalversammlung. Sie ist damit zweitstärkste Kraft im Oppositionsblock, der nun die parlamentarische Mehrheit stellt. Der AD-Politiker Henry Ramos Allup wurde zum Präsidenten der Nationalversammlung gewählt. Im Januar 2017 wurde er allerdings von Julio Borges (Primero Justicia) abgelöst.
Nachdem die Oppositionsparteien entschieden hatten, nicht an der Parlamentswahl in Venezuela 2020 teilzunehmen, da diese nicht als freie Wahl durchgeführt werden würde, setzte der regimetreue Oberste Gerichtshof Venezuelas den Vorstand der Partei ab und setzte einen regierungsnahen Vorstand ein.